# إمداد (اسم)
إِمْدَاد هو اسم علم مذكر ومؤنث من أصل عربي، ومعناه هو الإعانة والإمهال.

## شخصيات تحمل الاسم
- إمداد الله المهاجر المكي عالم مسلم هندي